# Satz von Datko-Pazy
Der Satz von Datko-Pazy ist ein Resultat aus der Funktionalanalysis über die Stabilität von {\displaystyle C_{0}}-Halbgruppen auf Banach-Räumen. Das Theorem findet Anwendung in der Theorie der partiellen Differentialgleichungen. Der Satz ist nach Richard Frank Datko und Amnon Pazy benannt. Datko bewies den Satz zuerst für den Fall {\displaystyle p=2} und Pazy verallgemeinert ihn dann auf {\displaystyle p\in [1,\infty )}.
Es existieren Verallgemeinerungen, zum Beispiel von Zabczyk (), Rolewicz () sowie eine stochastische Variante ().

## Satz von Datko-Pazy
Sei {\displaystyle (T(t))_{t\geq 0}} eine {\displaystyle C_{0}}-Halbgruppe auf einem Banach-Raum {\displaystyle (E,\|\cdot \|)}.

### Gleichmäßige exponentielle Stabilität
{\displaystyle (T(t))_{t\geq 0}} ist gleichmäßig exponentiell stabil, wenn zwei Konstanten {\displaystyle M>1} und {\displaystyle s>0} existieren, so dass
{\displaystyle \|T(t)\|\leq Me^{-st}}
für alle {\displaystyle t\geq 0}.

### Aussage
Falls für ein {\displaystyle p\in [1,\infty )} gilt
{\displaystyle \int _{0}^{\infty }\|T(t)x\|^{p}\mathrm {d} t<\infty ,{\text{ für alle }}x\in E,}
d. h. {\displaystyle T(t)x\in L^{p}(\mathbb {R} ,E)} für alle {\displaystyle x\in E},
dann ist {\displaystyle (T(t))_{t\geq 0}} gleichmäßig exponentiell stabil.